# Hololepis
Hololepis é um género botânico pertencente à família Asteraceae.
A autoridade científica do género é DC., tendo sido publicado em Annales du Muséum National d'Histoire Naturelle 16: 155, 189. 1810. A espécie-tipo é Hololepis pedunculata (DC. ex Pers.) DC.

## Espécies
Segundo a base de dados The Plant List, o género tem 9 espécies descritas das quais 2 são aceites:
- Hololepis hatschbachii H.Rob.
- Hololepis pedunculata (DC. ex Pers.) DC.